# Вайнона (Оклахома)
Вайнона (англ. Wynona) — місто (англ. town) в США, в окрузі Осадж штату Оклахома. Населення — 370 осіб (2020).

## Географія
Вайнона розташована за координатами 36°32′45″ пн. ш. 96°19′36″ зх. д. / 36.54583° пн. ш. 96.32667° зх. д. (36.545756, -96.326667).  За даними Бюро перепису населення США в 2010 році місто мало площу 1,38 км², уся площа — суходіл.

## Демографія
Згідно з переписом 2010 року, у місті мешкало 437 осіб у 191 домогосподарстві у складі 122 родин. Густота населення становила 316 осіб/км².  Було 246 помешкань (178/км²).
Расовий склад населення:
| - 71,2 % — білих - 18,1 % — корінних американців - 0,5 % — чорних або афроамериканців |

До двох чи більше рас належало 9,8 %. Частка іспаномовних становила 2,1 % від усіх жителів.
За віковим діапазоном населення розподілялося таким чином: 22,0 % — особи молодші 18 років, 60,8 % — особи у віці 18—64 років, 17,2 % — особи у віці 65 років та старші. Медіана віку мешканця становила 43,2 року. На 100 осіб жіночої статі у місті припадало 96,8 чоловіків;  на 100 жінок у віці від 18 років та старших — 103,0 чоловіків також старших 18 років.
Середній дохід на одне домашнє господарство  становив 49 953 долари США (медіана — 42 188), а середній дохід на одну сім'ю — 58 011 долар (медіана — 47 188). За межею бідності перебувало 19,5 % осіб, у тому числі 23,2 % дітей у віці до 18 років та 15,6 % осіб у віці 65 років та старших.
Цивільне працевлаштоване населення становило 179 осіб. Основні галузі зайнятості: освіта, охорона здоров'я та соціальна допомога — 24,6 %, публічна адміністрація — 13,4 %, транспорт — 11,2 %, будівництво — 10,6 %.